# Lycianthes
Genre
Lycianthes est un genre de plantes de la famille des Solanaceae.

## Liste d'espèces
Voir liste complète (quelque 150 espèces) in The Plant List.

Selon NCBI (24 mars 2012) :
- Lycianthes acapulcensis
- Lycianthes acutifolia
- Lycianthes amatitlanensis
- Lycianthes asarifolia
- Lycianthes beckneriana
- Lycianthes biflora
- Lycianthes ciliolata
- Lycianthes cuchumatanensis
- Lycianthes dejecta
- Lycianthes denticulata
- Lycianthes fasciculata
- Lycianthes furcatistellata
- Lycianthes geminiflora
- Lycianthes glandulosa
- Lycianthes heteroclita
- Lycianthes inaequilatera
- Lycianthes jalicensis
- Lycianthes jelskii
- Lycianthes lenta
- Lycianthes lycioides
- Lycianthes lysimachioides
- Lycianthes magdalenae
- Lycianthes moziniana
  - Lycianthes moziniana var. margaretiana
- Lycianthes multiflora
- Lycianthes nitida
- Lycianthes peduncularis
- Lycianthes pilifera
- Lycianthes pringlei
- Lycianthes pseudolycioides
- Lycianthes radiata
- Lycianthes rantonnetii
- Lycianthes rzedowskii
- Lycianthes saltensis
- Lycianthes sanctaeclarae
- Lycianthes shanesii
- Lycianthes stephanocalyx
- Lycianthes surotatensis
- Lycianthes synanthera
- Lycianthes tricolor

Selon ITIS (24 mars 2012) :
- Lycianthes asarifolia (Kunth & Bouché) Bitter
- Lycianthes rantonnetii (Carrière ex Lesc.) Bitter
- Lycianthes virgata (Lam.) Bitter

Selon Catalogue of Life (24 mars 2012) :
- Lycianthes asarifolia
- Lycianthes rantonnetii
- Lycianthes virgata